# Psalm 133

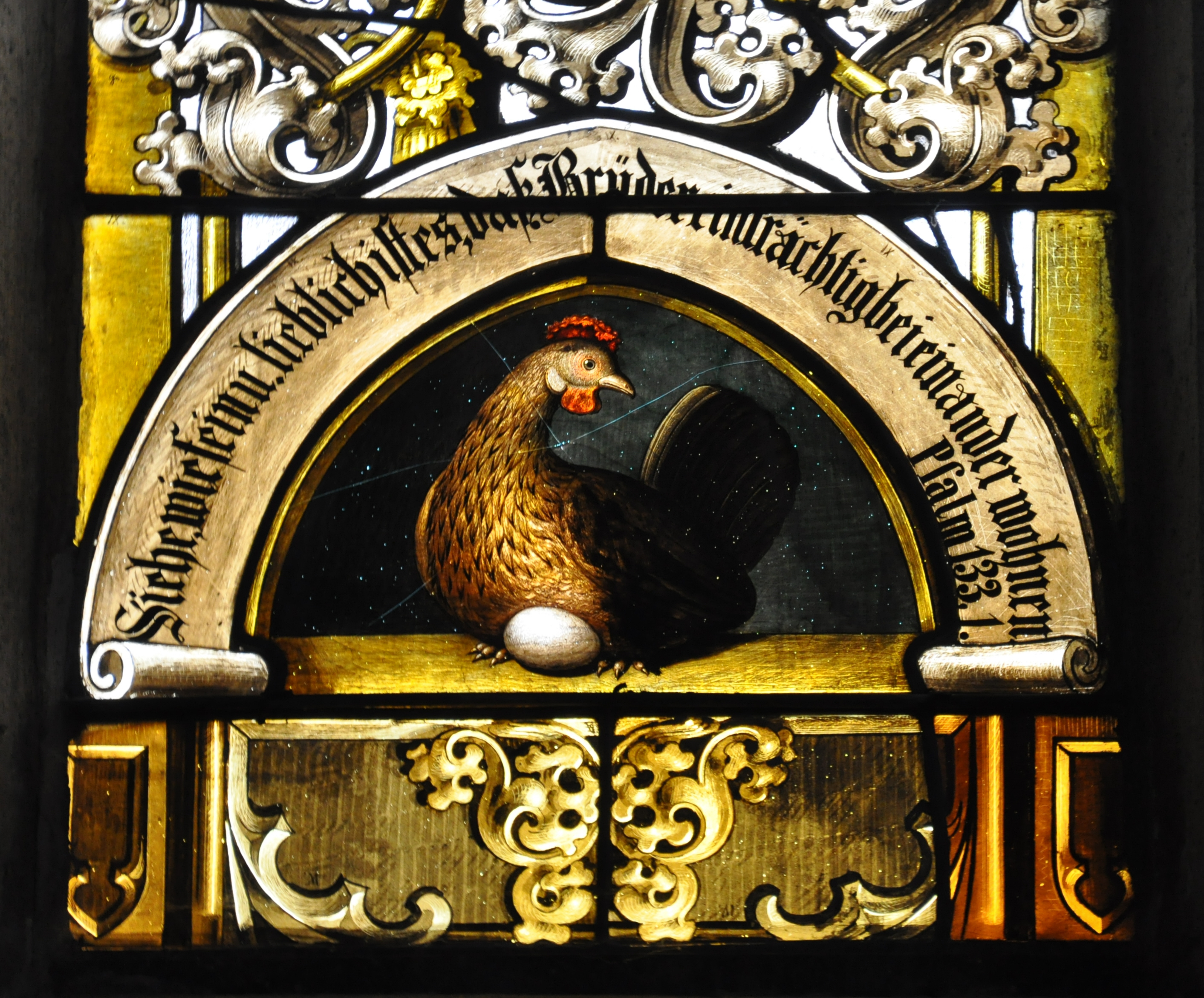
Reformatorenfenster Stadtkirche Ravensburg Ps. 133,1

Der kurze Psalm 133 (Septuaginta- und Vulgatazählung: Psalm 132) aus der Gruppe der Wallfahrtspsalmen ist in der jüdischen Tradition nach seinen Anfangsworten benannt:   הנה מה־טוב Hinne mah tov. Er ist auch unter den lateinischen Anfangsworten bekannt: Ecce quam bonum.

## Inhalt
Der Psalm feiert in Vers 1 die geschwisterliche Atmosphäre, die unter den Pilgern anlässlich der Jerusalemer Wallfahrtsfeste erlebt wurde. Er zeigt darin eine besondere Nähe zum Konzept der Festfreude im Buch Deuteronomium.
Vers 2 vergleicht diese Atmosphäre mit dem im Alten Orient allgemeinen Brauch, zu besonderen Anlässen Parfumöle auf die Haare oder die Kopfbedeckung zu geben, die allmählich herabperlten und dabei einen angenehmen Duft verströmten. Dieser anschauliche Vergleich wird überboten von dem neuen Gedanken, dass auch der Hohepriester (Aaron ist hier Titel, nicht Name) durch Salbung mit Öl in sein Amt eingesetzt wurde.
Vers 3 bringt den markanten Berg Hermon in Beziehung mit dem theologisch hervorragenden, aber nicht besonders hohen Zionsberg: der Hermon spende dem Zion Tau; der Zion spende der ganzen Welt Segen.

### Musik
- Johann Andreas Cramer: Das sollt ihr, Jesu Jünger, nie vergessen (EG 221, Vers 2).
- Psalm 133 bzw. Hinne mah tov ist ein Sabbatlied und -tanz. Es gibt zu diesem Text verschiedene Melodien und Choreographien.
- Ecce quam bonum ist ein Studentenlied des 19. Jahrhunderts.
- Gustav Adolf Schlemm: Der 133. Psalm, für gemischten Chor, Streicher oder Orgel, 1927